# Zleć
 Zleć  falu Horvátországban Krapina-Zagorje megyében. Közigazgatásilag Sveti Križ Začretjéhez tartozik.

## Fekvése
Zágrábtól 30 km-re északra, községközpontjától 2 km-re délre a Horvát Zagorje területén az A2-es autópálya mellett fekszik..

## Története
A településnek 1857-ben 101, 1910-ben 175 lakosa volt. Trianonig Varasd vármegye Krapinai járásához tartozott. A településnek 2001-ben 170 lakosa volt.

## Külső hivatkozások
Sveti Križ Začretje község hivatalos oldala